# 3M-54 Kalibr
O Kalibr, (Калибр, "calibre"), referido como 3M54-1 Kalibr e 3M14 Biryuza (Бирюза, turquesa), (nomeado pela OTAN SS-N-27 Sizzler e SS-N-30A) é uma família de mísseis de cruzeiro desenvolvidos pela NPO Novator (OKB-8). Entrou em serviço de 1994. Eles são lançados via navio, por submarinos e pelo ar (via aeronaves), com variantes para uso anti-navio, anti-submarino e de ataque terrestre. Algumas versões possuem um segundo estágio de propulsão que inicia um sprint supersônico na aproximação terminal ao alvo, reduzindo o tempo que os sistemas de defesa do alvo têm para reagir, enquanto as versões subsônicas possuem maior alcance que as variantes supersônicas. O míssil pode transportar uma ogiva de até 500 kg de explosivo ou uma ogiva termonuclear.

## Histórico operacional
- ‎Em 7 de outubro de 2015, uma fragata classe Gepard e três corvetas da Marinha Russa classe Buyan-M, parte da Flotilha Cáspio lançaram 26 mísseis de cruzeiro do sistema Kalibr-NK 3M14T do ‎‎Mar Cáspio‎‎ a 11 alvos na Síria durante a ‎‎Guerra Civil Síria.‎‎ ‎‎ mísseis percorreram 1.500 km pelo espaço aéreo iraniano e iraquiano e atingiram alvos nas províncias ‎‎de Raqqa‎‎ e ‎‎Aleppo‎‎ (controladas pelo ‎‎Estado Islâmico), ‎‎mas principalmente na província de ‎‎Idlib‎‎ (controlada pelo Exército ‎‎Sírio Livre‎‎ e pela ‎‎Frente Nusra).‎‎ ‎‎ anônimos ‎‎do DoD dos EUA‎‎ alegaram que quatro mísseis caíram no ‎‎Irã.‎‎ ‎‎Autoridades americanas não ofereceram provas, enquanto os governos russo e iraniano negaram a alegação de queda de mísseis. O Pentágono e o Departamento de Estado dos Estados Unidos se recusaram a comentar os relatórios. ‎‎A Rússia postou vídeos de 26 lançamentos de mísseis Kalibr, bem como vários vídeos de impactos de mísseis sem informações de tempo ou localização. ‎
- ‎Em 20 de novembro de 2015, a Rússia lançou 18 mísseis de cruzeiro 3M14T do Mar Cáspio para alvos na Síria, os alvos estavam em Raqqa, Idlib e Aleppo. ‎
- ‎Em 9 de dezembro de 2015, ‎‎a ‎‎Rússia disparou um grupo de mísseis de cruzeiro 3M14K do sistema Kalibr-PL em posições ocupadas pelo ‎‎Daesh‎‎ do submarino B-237 ‎‎Rostov-on-Don‎‎ implantado no Mediterrâneo. ‎
- ‎Em 19 de agosto de 2016, a Rússia lançou três mísseis de cruzeiro Kalibr-NK do corvette Zelenyy Dol e Serpukhov, ‎‎da classe Buyan,‎‎ lançados no Mediterrâneo oriental, e atingiu alvos ‎‎al-Nusra‎‎ na província de Aleppo. ‎‎[‎‎citação necessária‎‎]‎
- ‎Em 20 de setembro de 2016, a mídia estatal russa informou que navios de guerra russos no Mediterrâneo dispararam três mísseis Kalibr-NK no oeste de Aleppo, perto do Monte Simeon. Os russos alegaram que o ataque com mísseis matou "30 oficiais israelenses e ocidentais que dirigiam os ataques terroristas em Aleppo e Idlib". ‎
- ‎Em 15 de novembro de 2016, o ‎‎almirante Grigorovich‎‎ disparou pelo menos três mísseis contra alvos nas províncias de Idlib e Homs, na Síria, nos estágios iniciais ‎‎da ofensiva decisiva em Aleppo.‎‎ ‎
- ‎Em 31 de maio de 2017, a fragata russa ‎‎Almirante Essen‎‎ e o submarino ‎‎Krasnodar‎‎ lançaram quatro mísseis contra alvos a leste de Palmyra, na Síria. ‎
- ‎Em 23 de junho de 2017, as fragatas russas ‎‎Almirante Grigorovich‎‎ e ‎‎Almirante Essen,‎‎e o submarino ‎‎Krasnodar‎‎ dispararam seis mísseis Kalibr contra alvos do depósito de armas daesh em Hama. ‎[4]
- ‎Em 5 de setembro de 2017, a fragata russa ‎‎Almirante Essen‎‎ disparou alguns mísseis Kalibr contra alvos do Daesh (postos de comando, um centro de comunicações, uma instalação de reparo de veículos blindados e depósitos de armas e munições) como parte de uma operação para tomar Deir ez-Zor. ‎‎[‎‎citação necessária‎‎]‎
- ‎Em 14 de setembro de 2017, os submarinos russos ‎‎Veliky Novgorod‎‎ e ‎‎Kolpino‎‎ dispararam sete mísseis Kalibr contra alvos do Daesh (postos de comando, centros de comunicação e depósitos de munição) no sudeste de Deir ez-Zor. ‎
- ‎Em 22 de setembro de 2017, o submarino russo ‎‎ ‎‎Veliky Novgorod‎‎ ‎‎ disparou pelo menos três mísseis Kalibr contra al-Nusra, na província de Idlib. O ataque de mísseis destruiu centros de comando, bases de treinamento e veículos blindados. ‎
- ‎Em 5 de outubro de 2017, os submarinos russos ‎‎Veliky Novgorod‎‎ e ‎‎Kolpino‎‎ lançaram 10 mísseis Kalibr. Os ataques foram para apoiar as tropas sírias que conduziam uma ofensiva terrestre na província de Deir-ez-Zor. ‎
- ‎Em 31 de outubro de 2017, o submarino russo ‎‎Veliky Novgorod‎‎ lançou 3 mísseis Kalibr. Os ataques foram novamente para apoiar as tropas sírias que conduziam uma ofensiva terrestre na província de Deir-ez-Zor. ‎‎[‎‎citação necessária‎‎]‎
- ‎Em 3 de novembro de 2017, o submarino russo ‎‎ ‎‎Kolpino‎‎ ‎‎ lançou 6 mísseis Kalibr de uma posição submersa. Mísseis atingem redutos de terroristas, depósitos de armas e munições, concentrações de militantes e importantes centros de comando perto de Abu Kamal, Deir-ez-Zor. ‎
- ‎Em 3 de fevereiro de 2018, fragatas e submarinos russos ativos no mar Mediterrâneo lançaram vários mísseis Kalibr sobre as posições dos rebeldes na província de ‎‎Idlib‎‎, síria, onde o avião de ataque ‎‎Sukhoi Su-25‎‎ do major ‎‎Roman Filipov‎‎ foi abatido, matando cerca de 30 pessoas. ‎[5]
- Durante toda a Invasão da Ucrânia pela Rússia em 2022, as forças armadas russas utilizaram centenas de mísseis de cruzeiro Kalibr contra alvos, civis e militares, por toda a Ucrânia.[6]

## Variantes

### Variantes domesticas
- ‎ ‎‎3M54K‎‎: Uma variante anti-expedição lançada por submarino implantada pela Marinha russa. Seu comprimento é de 8,22 m (27,0 pés), com uma ogiva de 200 kg ( 440 lb). Seu alcance é de 375 a 500 km (233-311 mi). É um ‎‎esquimmer marítimo‎‎ com uma altitude de voo de estágio final de 4,6 metros (15 pés) e uma velocidade terminal supersônica de Mach 2.9 (3.550 km/h; 2.210 mph).‎
- 3M54T‎ Uma variante anti-transporte implantada pela Marinha Russa em navios de superfície. É lançado com um VLS, tem um propulsor ‎‎de vetores Thrust,‎‎ e tem 8,9 m de comprimento. Seu peso de ogiva e outras performances são os mesmos do 3M-54K.‎
- 3M14K (‎SS-N-30A‎‎) Uma variante de ataque terrestre ‎‎de orientação inercial‎‎ implantada pela Marinha Russa. A arma lançada pelo submarino tem um comprimento básico de 6,2 m (20 pés), com uma ogiva de 450 kg. Seu alcance é de 2.500 km (1.600 mi), permitindo que a Marinha russa atinja alvos em toda a Europa Central/Ocidental de além da ‎‎lacuna GIUK.‎‎ Sua velocidade terminal subsônica é Mach 0.8.‎
- 3M14T‎ é a variante de ataque terrestre de orientação inercial que é implantada pela Marinha Russa. Uma nave de superfície com míssil lançado vls, com propulsor de vetorização de impulso, seu comprimento básico é de 8,9 m (29 pés), seu peso de ogiva e outros desempenhos são os mesmos que o 3M14K. A Rússia disparou 26 mísseis de cruzeiro 3M14T de quatro navios de superfície no Mar Cáspio contra 11 alvos na Síria em 7 de outubro de 2015.‎
- ‎De acordo com o telejornal estatal (transmissão de 11.10.2015),‎‎ o lançamento da produção ocorreu em 2012. Detalhes desta versão‎‎ - uma velocidade máxima de Mach 3, um alcance de 4.000 km, baseando-se no ar, em terra, na água e debaixo d'água. O míssil pode fazer manobras em voo 147 vezes ou mais (em qualquer direção), tem uma altura mínima de 10 metros, uma média de 20 – 50 metros (até 1000 m), ele seguirá automaticamente o terreno, pode ser controlado em voo. ‎
- ‎A Rússia melhorou o sistema de mira de seus mísseis de cruzeiro Kalibr lançados por navios e submarinos para melhorar sua capacidade de realizar ataques sensíveis ao tempo. O ministro da Defesa, Sergei Shoigu, revelou o desenvolvimento, iniciado como resultado da experiência de combate na Síria, em entrevista ao jornal Moskovsky Komsomolets em 22 de setembro de 2019. ‎
- ‎Kalibr-M‎‎ é uma nova versão de Kalibr com ogiva maior e alcance estendido para 4.500 km. As versões de navio, submarino, ar e terrestre estão em desenvolvimento‎.

### Variantes de exportação
- 3M-54E Club-S‎ é a variante anti-transporte lançada por submarino, seu comprimento básico é de 8,2 m (27 pés), com uma ogiva de 200 kg (440 lb). Seu alcance é de 220 km; (note que seu alcance é menor que o 3M-54). É um esquimmer marítimo com uma velocidade terminal supersônica e uma altitude de voo de 4,6 metros em sua fase final é de 2,9 mach.‎‎Modelo 3M-14‎
- 3M-54E1‎ é uma variante anti-expedição lançada por submarino, seu comprimento básico é de 6,2 m (20 pés), com uma ogiva de 200 kg . Seu alcance é de 300 km (190 mi). É um esquimmer marítimo com uma velocidade terminal subsônica de 0,8 mach.‎
- 3M-14E‎ Uma variante de ataque terrestre guiada ; é lançado de um submarino. Seu comprimento básico é de 6,2 m (20 pés), com uma ogiva de 450 kg ( 990 lb). Seu alcance é de 300 km (190 mi). Tem uma velocidade terminal subsônica de 0,8 mach.‎
- 91RE1‎ Uma variante antissubmarino lançada por submarinos, consiste em dois estágios, um propulsor sólido com quatro ‎‎aletas de grade‎‎ e um torpedo antissubmarino. Seu comprimento básico é de 7,65 m (25,1 pés), tem um alcance de 50 km (31 mi). Pode atingir velocidade supersônica. O torpedo tem um peso de ogiva de 76 kg. É semelhante ao sistema americano de mísseis/torpedos ASROC/SUBROC. Segue um caminho balístico na superfície, com uma velocidade de Mach 2.5.‎
- 3M-54TE Club-N‎ - Um navio de superfície com VLS lançou variante anti-transporte; com um propulsor de vetorização de impulso. Seu comprimento básico é de 8,9 m, seu peso de ogiva e outro desempenho é o mesmo que o 3M-54E. Seu alcance é menor que o 3M-54. É um esquimmer marítimo com velocidade terminal supersônica e uma altitude de voo de 4,6 m em sua fase final, quando tem uma velocidade de 2,9 mach, com um alcance de 220 km (140 mi) em velocidade supersônica.‎
- 3M-54TE1‎ - Uma nave de superfície com variante anti-expedição VLS, com propulsor de vetorização de impulso. Seu comprimento básico é de 8,9 m (29 pés), seu peso de ogiva e outro desempenho é o mesmo que o 3M-54E1. Um esquimério com uma velocidade terminal subsônica de 0,8 mach.‎
- 3M-14TE‎ - Uma variante de ataque terrestre guiada. É uma nave de superfície com míssil VLS e um propulsor de vetorização de impulso. Seu comprimento básico é de 8,9 m (29 pés), seu peso de ogiva e outras performances são as mesmas do 3M-14E. Sua velocidade terminal subsônica é de 0,8 mach, com um alcance de 300 km (190 mi) a velocidade supersônica.‎ ‎91RTE2 mockup‎
- 91RTE2‎ - Um navio de superfície com a variante antissubmarino lançada pelo VLS; consiste em três estágios, um propulsor com bico de vetor de impulso, um propulsor convencional, e um torpedo antissubmarino. Seu comprimento básico é de 8,9 m (29 pés), com um alcance de 40 km (25 mi) em velocidade supersônica. O torpedo tem um peso de ogiva de 76 kg. A mais leve de todas as variantes, com um peso de lançamento de 1.300 kg (2.900 lb). A velocidade é Mach 2.‎

### Club-T
Anti-navio terrestre‎ ‎(3M-54E2‎‎) e sistema de mísseis autopropulsos de ataque terrestre ‎(3M-14E1) ‎para defesa costeira. Ambas as variantes de mísseis no arsenal do sistema pesam 1.700 kg e apresentam uma ogiva de 450 kg e velocidade de voo de 240 m/s. De acordo com o fabricante, no modo de ataque terrestre, o sistema tem um ‎‎CEP‎‎ de 50 m.‎

#### ‎Club-A‎‎ ‎‎ ‎‎ ‎‎ ‎‎ ‎‎ ‎
- 3M-54AE‎ - Variante anti-navio lançada pelo ar. Dois estágios, velocidade supersônica terminal. Peso 1950 kg. Ogiva de 200 kg. Alcance de 300 km.‎
- 3M-54AE1‎ - Variante anti-navio lançada pelo ar. Subsónico.‎
- 3M-14AE‎ - Variante de ataque terrestre lançada pelo ar. Subsónico. Orientação ins+satélite. Comprimento 6,2 m. Peso 1400 kg. Ogiva de 450 kg. Alcance de 300 km.‎

## Plataforma de Lançamento
‎'Club-K'‎‎ - um complexo russo de armas de ‎‎mísseis‎‎, colocado no contêiner marítimo padrão ‎‎de 20 e 40 pés.‎‎ Ele foi projetado para derrotar alvos de superfície e terra. O complexo pode ser montado em ‎‎margens,‎‎embarcações de várias classes, plataformas ferroviárias e ‎‎caminhões.‎‎ É uma modificação do sistema de mísseis Kalibr. ‎
‎A classe ‎‎ ‎‎Kilo‎‎ ‎‎ russa, ‎‎ ‎‎classe Lada,‎‎ ‎‎ ‎‎ ‎‎classe Amur‎‎ classe ‎‎ ‎‎Akula,‎‎ ‎‎ classe ‎‎ ‎‎Yasen‎‎ ‎‎ e classe ‎‎ ‎‎Borei‎‎ ‎‎ são as plataformas de lançamento de submarinos para os mísseis. ‎
‎Fragata da Marinha Indiana‎‎ ‎‎ ‎‎INS Tabar‎‎ ‎‎ disparando o míssil Club.‎
‎A classe ‎‎ ‎‎Almirante Gorshkov,‎‎ ‎‎ a classe ‎‎ ‎‎Almirante Grigorovich‎‎ ‎‎ e as fragatas da classe ‎‎ ‎‎Gepard‎‎ ‎‎ são capazes de transportar esses mísseis. Além disso, a fragata indiana ‎‎ ‎‎talwar‎‎ ‎‎ é outra plataforma de lançamento de navios para o sistema de mísseis Club. ‎
‎A classe ‎‎ ‎‎Gremyashchy‎‎ ‎‎ russa, classe ‎‎ ‎‎Buyan-M,‎‎ ‎‎ o segundo lote de corvetas classe ‎‎ ‎‎Steregushchy‎‎ ‎‎ e a classe ‎‎ ‎‎Karakurt‎‎ ‎‎ são plataformas de baixo ‎‎deslocamento‎‎ com capacidade de sistema Kalibr. ‎
‎Além disso, acredita-se por alguns analistas que uma variante lançada a ar será desenvolvida para armar os ‎‎Tu-142‎‎ atualmente em serviço com a marinha russa. Uma versão montada em caminhões está prevista para ser projetada pelo ‎‎Novator Design Bureau‎‎. Uma variante Club-K, que é disfarçada como um contêiner de ‎‎transporte‎‎ que pode ser colocado em um caminhão, trem ou embarcação mercante, foi anunciada em 2010 e foi mostrada pela primeira vez no ‎‎show aéreo MAKS 2011‎‎. ‎‎ o sistema de lançador em um contêiner de transporte padrão permite que os mísseis sejam movidos e armazenados sem levantar suspeitas, o que, por sua vez, torna muito difícil os ataques preventivos contra o lançador. ‎
‎No MAKS 2007, o 3M-54AE foi colocado ao lado de um ‎‎Su-35‎‎. Isso sugere que a aeronave provavelmente terá a capacidade de lançar as variantes Club-A. O 3M-14AE mais leve também estava ao lado do ‎‎MiG-35‎‎.‎

## Operadores
- Rússia: usa um numero desconhecido das variantes 3M14, 3M54, 3M54-1, 91R1, 91RT2.
- Argélia: A ‎‎Marinha Nacional argelina‎‎ usa a variante "Club-S" para seus submarinos da classe ‎‎Kilo.‎
- Índia: A Marinha Indiana usa tanto as variantes 'Club-S' quanto 'Club-N' para os submarinos da classe ‎‎Kilo‎‎ (conhecidos como ‎‎ ‎‎Classe Sindhughosh‎‎ ‎‎ no serviço indiano), as fragatas da classe ‎‎ ‎‎Talwar.[7]
- Vietname: A ‎‎Marinha Popular do Vietnã‎‎ usa a variante 'Club-S' para seus seis submarinos da classe ‎‎Kilo.‎[8]
- China: A ‎‎Marinha do Exército de Libertação Popular‎‎ usa a variante 'Club-S' para seus submarinos da classe ‎‎Kilo.‎‎
- Irão: Fontes contraditórias‎‎ indicam que acredita-se que a ‎‎Marinha iraniana‎‎ tenha comprado ou está prestes a comprar mísseis 'Club-S' para seus três submarinos da classe ‎‎Kilo.‎